# Lil Darkie
Joshua Jagan Hamilton (ur. 6 października 1998 w Los Angeles), zawodowo znany jako Lil Darkie, lub Brahman – amerykański raper, muzyk, artysta, autor tekstów i producent muzyczny pochodzący z Long Beach w Kalifornii. Jest założycielem grup Gunk Rock, The Faggets i Spider Gang. Gatunki muzyczne jakie wykonuje są zróżnicowane z każdym wydanym utworem, od country po R&B. Jednak najczęściej wykonuje trap metal. Hamilton uosabia się z animowaną postacią o imieniu Lil Darkie, postać została stworzona i narysowana przez niego samego.

## Wczesne życie
Hamilton urodził się w Los Angeles w Kalifornii. Wychowywał się w Elk Grove. Zaczął rapować pod pseudonimem Brahman w 2016 roku; nazwa ta była nawiązaniem do hinduskiego określenia o takiej samej nazwie oznaczającego absolut, najwyższy, bezosobowy, posiadający cechę wieczności. Hamilton indyfikuje się jako biseksualista.

## Kariera
Jego pierwszy singel wydany pod nowym pseudonimem „Lil Darkie” nosił tytuł „No Hands” i został wydany 4 kwietnia 2018 roku. Następnie ukazały się między innymi piosenki „Holocaust”, „Jack Daniels” i „Genocide” które głównie przyniosły mu w tamtym okresie rozgłos. Jednak jego piosenka „HAHA” z 2019 roku stała się virallem na TikTok oraz przyniosła mu większą popularność. 20 kwietnia 2019 r. wydał album Swamp Drained. W 2020 pojawiły się piosenki „drink my piss nasty slut yeah yeah” oraz „Rap music” wraz z towarzyszącym mu teledyskiem. Wszystkie single pochodziły z albumu This Does Not Exist, album i piosenki zdobyły miliony odsłuchań na serwisach streamingowych i YouTube. 19 maja wydał album YIN, a 25 grudnia ukazał się album SWAMP. 6 października 2020 r. z okazji swoich 22 urodzin, wydał teledysk do swojej piosenki „BATSHIT” na swoim kanale YouTube.  24 grudnia 2021 r. Darkie wydal album Boros. W 2022 r. Lil Darkie wyruszył w trasę koncertową po Europie.  5 maja zagrał w Warszawie w klubie Hybrydy. 6 czerwca wydał EP THYE SMALL DARK ONE. 6 października raper wydał kolejny album studyjny zatytułowany LOST SONGS. 14 listopada wraz z raperem Christ Dillinger wydali wspólny album darkillinger. Na styczeń 2023 roku planowana jest trasa koncertowa artysty po Australii i Nowej Zelandii.

## Twórczość artystyczna
Hamilton jest również znany ze swoich grafik, które sam rysuje, rysunki lub animację pojawiają się w jego teledyskach i okładkach albumów i singli. Jego dzieła są kreskówkowe i zawierają kontrowersyjne obrazy oraz aluzje do narkotyków, ubóstwa, przemocy, rasizmu i innych tematów tabu.

## Kontrowersje
W 2019 wydał singel „Holocaust” który okazał się jego pierwszym dużym sukcesem i pozwolił mu się przebić, jednak piosenka wywołała dużo kontrowersji i została usunięta z platform streamingowych. Po tym jego konto na Instagramie zostało zbanowane. Po zablokowaniu konta utworzył nowe, 24 grudnia 2019 r. i opublikował post gdzie dziękuję fanom za wspieranie go na serwisie YouTube. Tego samego dnia wydał teledysk do piosenki „Genocide (Pt. 4)”, piosenka jak i teledysk również wzbudziły kontrowersje przez co film został obejrzany ponad 46 milionów razy. „Holocaust” później powrócił na media streamingowe. Jego piosenki dotykają tematów: rasizmu, przemocy, morderstw, seksu, wojny i depresji oraz innych kontrowersyjnych tematów tabu.

## Dyskografia

### Albumy
- SWAMP [2020]
- Darkillinger [2022]
- THE FUTURE IS DARK(deluxe)[2023]

### Mixtape'y
- Swamp Drained [2019]
- This Does Not Exist [2020]
- Yin [2020]
- Boros [2021]

### EP
- THE SMALL DARK ONE [2022]

### Compilation
- Lil Darkie Classics [2019]
- lil Darkie Classics 2 [2019]
- Lost Songs [2022]